# Warington Baden-Powell
Warington Baden-Powell, nome completo Henry Warington Smyth Baden-Powell ([ˈbeɪdʌn ˈpəʊəl]; 3 febbraio 1847 – 24 aprile 1921), è stato un ammiraglio inglese, noto per il suo interesse e il suo impegno nella marina militare e nel canoismo.
Nello scautismo è noto per aver fondato la branca degli scout nautici.

## Biografia
Warington, fratello maggiore di Robert Baden-Powell (noto per essere il fondatore dello scautismo), studiò al St Paul's College dove si laureò nel 1857. Divenne poi tenente nella Royal Naval Reserve.
Affascinato dalle canoe, nel 1871, all'età di 24 anni, partì per un viaggio in canoa nel mar Baltico visitando anche Germania, Danimarca e Svezia come descritto nel suo libro Canoe Travelling  pubblicato nel 1871. Divenne avvocato dell'Inner Temple e fu poi ammesso all'Admiralty Bar, divenendo membro di molte importanti organizzazioni riguardanti il mare: venne eletto "Fellow of the Royal Geographic Society" (F.R.G.S.) e fu membro di The Shipwrights' Company, Associate (socio) dell'Institute of Naval Architects Council, Yacht Racing Association e Athenaeum Club. Fu nominato King's Counsel (K.C.) il 24 dicembre 1897. Nel 1913 sposò Cicely Farmer.

## Scout nautici
Robert Baden-Powell chiese a Warington di dirigere la prima branca specializzata degli scout; Warington acconsentì, e lo scautismo nautico venne ufficialmente istituito nel 1912. Successivamente Warington scrisse il primo manuale ufficiale dello scautismo nautico, Sea Scouting and Seamanship for Boys.

## Opere
- Canoe Travelling: Log of a Cruise on the Baltic, and Practical Hints on Building and Fitting Canoes (London: Smith, Elder, 1871)
- Sea Scouting and Seamanship for Boys (Glasgow: Brown, Son & Ferguson, 1910)